# Intel 8088
8088 je mikroprocesor razvijen u Intelu, baziran na 8086, sa 16-bitnim registrima i 8-bitnom eksternom magistralom podataka. Procesor je korišćen u računaru IBM PC.
8088 razvijen je paralelno sa 8086. da bi mogao da se koristi sa starijim komponentama koje su podržavale 8-bitne magistrale podataka, istovremeno pružajući mogućnosti nove arhitekture 8086. Kasnije su na osnovu ove generacije razvijeni i 80188, 80186, 80286, 80386, 80486, od kojih se neki i danas koriste. 
Oba mikroprocesora imaju arhitekturu zasnovanu na 8080. i 8085. sa sličnim skupom registara, ali su prošireni podrškom za 16-bitno adresiranje. Mikroprogrami za 8080 su kompatibilni sa 8086 i 8088. 

## Magistrale
Oba mikroprocesora imaju sledeće unutrašnje magistrale:
- Address Bus (adresna magistrala ) - širine 20 bita = mogućnost adresiranja do 1 MB memorije.
- Data Bus - (magistrala za podatke ) - širine 16 bita = mogućnost pristupa podacima čirine 16 bita u jednom koraku, odavde potiče naziv 16-bitni mikroprocesor.
- Control bus (kontrolna magistrala ) - prenosi kontrolne (upravljačke) signale

## Registri
Oba mikroprocesora imaju sledeće registre:
- 4 16-bitna registra opste namene, koji se mogu adresirati i kao 8 8-bitnih registara:
  -  - Akumulator
  -  - Bazni registar
  -  - brojački registar
  -  - registar podataka
- 2 16-bitna pokazivačka registra:
  -  - Stack pointer
  -  - Base pointer
- 2 16-bitna index registra:
  -  - Source index
  -  - Destination index
- 4 16-bitna segment registra:
  -  - Code segment
  -  - Data segment
  -  - Stek segment
  -  - Extra segment
- - Instruction-Pointer
- Status registar sa 9 flegova:

## Brzina
Mikroprocesori su radili na brzinama od 4.77 do 10 MHz.
Prosečno vreme izvršavanja instrukcija u ciklusima:
- addition: 3–4 (register), 9+EA–25+EA (memory access)
- multiplication: 70–118 (register), 76+EA–143+EA (memory access)
- move: 2 (register), 8+EA–14+EA (memory access)
- near jump: 11–15, 18+EA (memory access)
- far jump: 15, 24+EA (memory access)

EA: vreme potrebno za računanje efektivne adrese - od 5 do 12 ciklusa

## Upotreba
Najpoznatiji računar zasnovan na 8088 je IBM PC. 8088 je u njemu radio na brzini od 4.77 MHz. 
Inženjeri IBM-a želeli su u početku da koriste mikroprocesor Motorola 68000, ali IBM je već imao licencu da proizvodi 8086 i odgovarajuću familiju mikročipova. Na kraju je prevagnulo to sto je 8-bitni 8088 mogao da koristi postojeće 8085 komponente, i nov računar mogao je biti zasnovan na modifikovanom 8085 dizajnu, što je inženjerima IBM-a bilo lakše od prelaska na potpuno novu Motorolinu arhitekturu. 
NEC je razvio kompatabilan V20 mikročip koji je doneo 20% brži rad.

## Spoljašnje veze
- Intel